# Szovjet labdarúgó-válogatott
A szovjet labdarúgó-válogatott a Szovjetunió válogatottja volt 1924 és 1991 között, amelyet a Szovjet labdarúgó-szövetség (oroszul: Федерация футбола СССР, magyar átírásban: Federacija Futbola SZSZSZR) irányított.
Az ország felbomlása után megszűnt létezni. A FIFA a FÁK labdarúgó-válogatottat, majd a későbbi orosz labdarúgó-válogatottat a szovjet csapat egyenes jogutódjának tekinti, odaszámítva a korábbi rekordokat. A szovjet csapat játékosainak jelentős része ugyanakkor Oroszországon kívülről érkezett, elsősorban Ukrajnából, és néhány ukrán labdarúgó, mint például Oleg Szalenko vagy Andrej Kancselszkisz, karrierjüket az orosz válogatottban folytatták tovább.
Világbajnokságon a legjobb eredményük egy negyedik hely volt, amit az 1966-os világbajnokságon értek el. Az Európa-bajnokságokon sikeresebbek voltak. A legelső 1960-as tornát megnyerték, emellett három alkalommal (1964, 1972, 1988) végeztek a második helyen, egy alkalommal (1968) pedig negyedikek lettek. Az olimpiai játékokon kétszer nyertek aranyérmet (1956, 1988).

## A válogatott története

### A kezdetek
A szovjet labdarúgó-válogatott az első hivatalos mérkőzését 1924. november 24-én játszotta Törökország ellen, melyet 3–0-ra megnyert. Egészen 1958-ig nem indultak a világbajnokságok selejtezőiben. Az első nemzetközi megmérettetésükre az 1952. évi nyári olimpiai játékokon került sor Helsinkiben. A selejtezőkben Bulgáriát verték 2–1-re, a nyolcaddöntőben 5–1-s hátrányból 15 perc alatt egyenlítettek a jugoszlávok ellen. A megismételt találkozón 3–1-s vereséget szenvedtek.
Az 1958-as világbajnokságra azután jutottak ki, hogy Lengyelországgal azonos pontszámmal végeztek a csoportjukban, így egy harmadik mérkőzést rendeztek semleges pályán. A keletnémet Lipcsében játszott találkozót végül a szovjetek nyerték 2–0-ra. A világbajnokságon Brazíliával, Angliával és Ausztriával kerültek egy csoportba. Anglia ellen 2–2-s döntetlennel nyitották a tornát, majd Ausztriát Anatolij Iljin és Valentyin Ivanov góljaival 2–0-ra legyőzték. Brazíliától 2–0-ra kikaptak, de ettől függetlenül összejött a továbbjutás. A negyeddöntőben a házigazda Svédországtól szenvedtek 2–0-s vereséget és kiestek.

### 1960-as évek

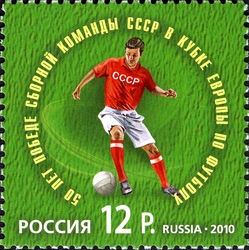
Az Európa-bajnoki cím 50. évfordulójára kiadott bélyeg.

1960-ban a labdarúgó-történelem legelső Európa-bajnokságán (akkori nevén: Európai Nemzetek Kupája) a szovjet válogatott története legnagyobb sikerét érte el. A négycsapatos torna elődöntőjében Csehszlovákiát verték 3–0-ra. A döntőben Jugoszláviával találkoztak. A rendes játékidő 1–1-s döntetlennel ért véget, majd következett a hosszabbítás, melyben Viktor Ponyegyelnyik fejesével megszerezték a vezetést és végül a győzelmet. Ezzel a Szovjetunió nyerte a legelső Európa-bajnokságot.
Az 1962-es világbajnokságon az 1. csoportba kerültek Jugoszlávia, Kolumbia és Uruguay társaságában. Jugoszláviát 2–0-ra, Uruguayt pedig 2–1-re verték. Kolumbia ellen már 4–1-re is vezettek, de a vége 4–4 lett. A negyeddöntőben a házigazda Chilével találkoztak. Leonel Sánchez góljával a hazaiak szereztek vezetést. Igor Csiszlenko révén a 26. percben sikerült egyenlítenie a szovjeteknek, de 3 perccel később ismét a chileieknél volt az előny. Az eredmény már nem változott, így a szovjetek kiestek.
Az 1964-es Európa-bajnokságon címük megvédésére készültek. A selejtezőkben először Olaszországot 3–1-re, ezt követően Svédország 4–2-re győzték le összesítésben. A négyes tornát Spanyolországban rendezték. Az elődöntőben Dániát győzték le 3–0-ra és ismét bejutottak a döntőbe. A házigazda Spanyolországgal szemben azonban 2–1 arányban alulmaradtak.
Az 1966-os világbajnokság volt az a torna, ahol a Szovjetunió története legjobb világbajnoki eredményét érte el egy negyedik hellyel. A negyedik csoportban szerepeltek, ahol Olaszország, Chile és Észak-Korea voltak az ellenfeleik. Mindhárom mérkőzésüket megnyerték: Észak-Koreát 3–0-ra, Olaszországot 1–0-ra, Chilét 2–1-re verték. A negyeddöntőben Magyarországgal találkoztak és Igor Csiszlenko, valamint Valerij Porkujan góljaival 2–1-re győztek. Az elődöntőben az NSZK 2–0-s előnyre tett szert, amire csak egy szépítő találat érkezett, így a szovjetek számára maradt a bronzmérkőzés. A harmadik helyért rendezett találkozón az Eusébio által fémjelzett Portugália ellen 2–1-s vereséget szenvedtek. A szovjetek gólját Eduard Malofejev szerezte.

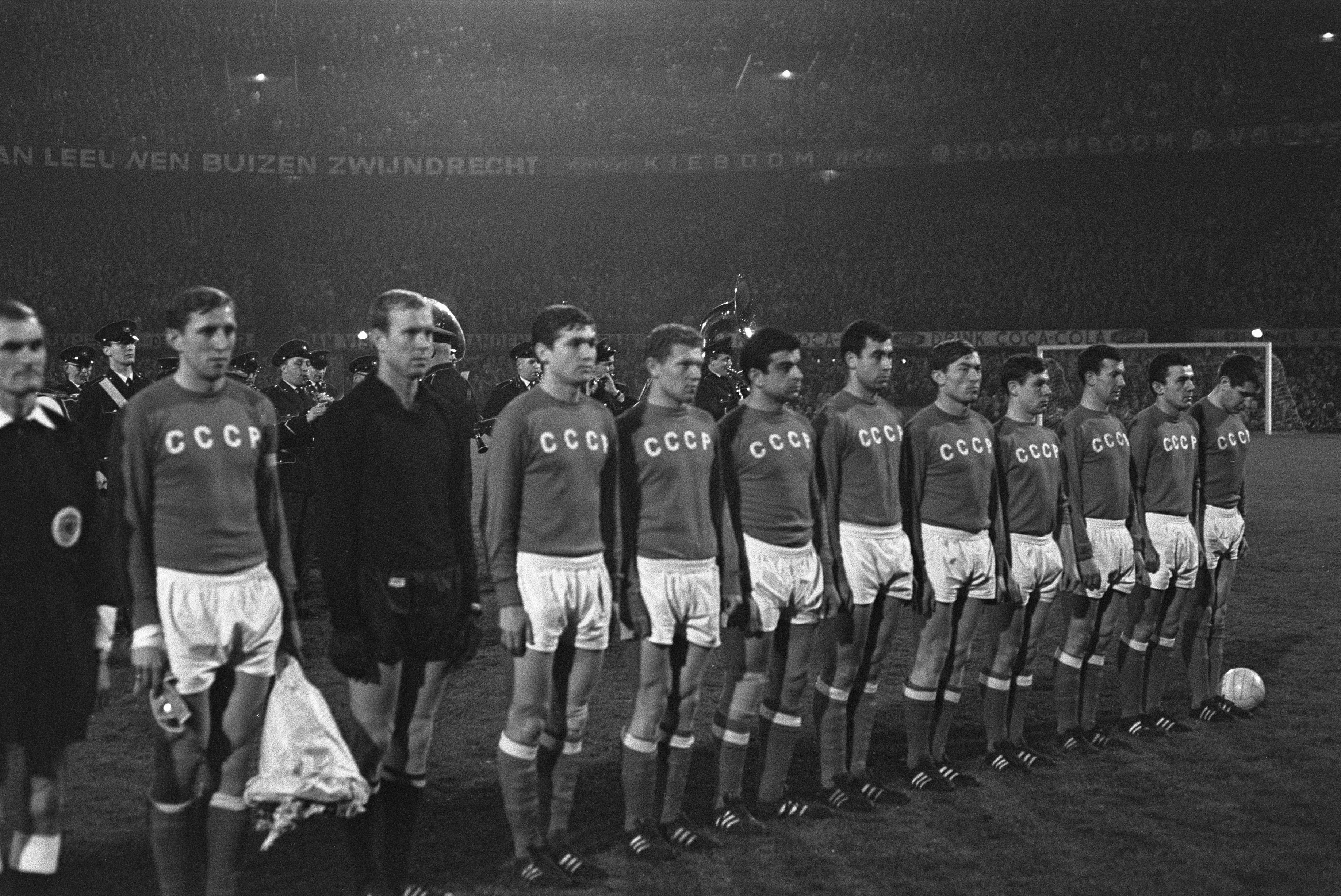
A szovjet válogatott 1967-ben.

Az 1968-as Európa-bajnokság selejtezőit két szakaszban rendezték. Először csoportkör, majd negyeddöntő. A szovjetek megnyerték csoportjukat és a negyeddöntőn is túljutottak. A négyes mezőnyben a házigazda olaszokkal játszották első mérkőzésüket. A találkozó 0–0-s döntetlennel ért véget és szokatlan módon pénzfeldobással döntötték el a továbbjutás sorsát. Ebben az olaszoknak nagyobb szerencséjük volt, így ők játszhatták a döntőt. Végül a szovjetek a bronzmérkőzésen 2–0-ra kikaptak Angliától.

### 1970-es évek
Az 1970-es mexikói világbajnokságon a szovjetek játszották a nyitómérkőzést a házigazdák ellen, amely 0–0-s döntetlennel végződött. A további két csoportmérkőzésükön Belgiumot 4–1-re, El-Salvadort pedig 2–0-ra győzték le. A legjobb nyolc között hosszabbítás után kaptak ki 1–0-ra Uruguay-tól és kiestek. Az 1972-es Európa-bajnokságon ismét a négyestorna résztvevői voltak. Az elődöntőben Magyarország ellen győztek 1–0-ra Anatolij Konykov góljával. A döntőben az NSZK-val találkoztak és 3–0-s vereséget szenvedtek. Mint utólag kiderült ez volt a szovjet válogatott utolsó tornája az 1970-es években. Az 1974-es világbajnokság selejtezőiben interkontinentális pótselejtezőt játszottak Chile ellen. A moszkvai találkozó 0–0-s döntetlennel ért véget. A Chilében kirobbant forradalom miatt a visszavágóra azonban már nem utaztak el, ezért a FIFA kizárta a szovjeteket. Az 1976-os Európa-bajnokság és az 1978-as világbajnokság selejtezői szintén sikertelenül zárultak.

### 1980-as évek
Az 1980-as Európa-bajnokság selejtezőiben csoportjuk utolsó helyén végeztek és lemaradtak a tornáról. A nagy visszatérés az 1982-es világbajnokság alkalmával történt meg. A 6. csoportban Brazília, Skócia és Új-Zéland mellé kerültek. Brazília ellen 2–1-s vereséggel nyitottak, ezt követően a második mérkőzésükön 3–0-ra legyőzték Új-Zélandot, végül a skótokkal 2–2-s döntetlent játszottak. A második csoportkörben Belgiumot 1–0-ra megverték, de a Lengyelország elleni 0–0-s döntetlen kevésnek bizonyult, így nem jutottak be az elődöntőbe.
Az 1984-es Európa-bajnokságról lemaradtak. Az 1986-os világbajnokságra azonban összejött a részvétel, ahol a C csoportba kerültek. Első mérkőzésükön Magyarországot verték 6–0-ra. Franciaország ellen 1–1-s döntetlennel folytatták és végül Kanadát is legyőzték 2–0-ra. A nyolcaddöntőben hosszabbítás után 4–3 arányban alulmaradtak Belgiummal szemben.
Ezt követően kijutottak az NSZK-ban rendezett 1988-as Európa-bajnokságra, ahol meg sem álltak a döntőig. Az elődöntőben Olaszországot 2–0-ra verték. A döntőben ugyanilyen arányban vereséget szenvedtek Hollandia ellen. Történetük negyedik és egyben utolsó Európa-bajnoki döntője volt ez. A négy fináléból csak egyet tudtak megnyerni.

### Utolsó évek
Az 1990-es világbajnokságon a címvédő Argentínával, Kamerunnal és Romániával kerültek egy csoportba. Románia és Argentína ellen egyaránt 2–0-s vereséget szenvedtek, így Kamerun 4–0-s legyőzése már nem volt elegendő a továbbjutáshoz. Az 1992-es Európa-bajnokság selejtezőinek 3. csoportját megnyerték és kijutottak az Eb-re, azonban 1991. decemberében a Szovjetunió felbomlott. Helyettük az egykori tagköztársaságokból létrejövő Független Államok Közössége vett részt a tornán.

## A szovjet tagköztársaságok nemzeti válogatottai
| Ország           | Válogatott       | Szövetség            |
| ---------------- | ---------------- | -------------------- |
| Azerbajdzsán     | Azerbajdzsán     | UEFA                 |
| Észtország       | Észtország       | UEFA                 |
| Fehéroroszország | Fehéroroszország | UEFA                 |
| Grúzia           | Grúzia           | UEFA                 |
| Kazahsztán       | Kazahsztán       | UEFA (AFC:1992-2002) |
| Kirgizisztán     | Kirgizisztán     | AFC                  |
| Lettország       | Lettország       | UEFA                 |
| Litvánia         | Litvánia         | UEFA                 |
| Moldova          | Moldova          | UEFA                 |
| Oroszország      | Oroszország      | UEFA                 |
| Örményország     | Örményország     | UEFA                 |
| Tádzsikisztán    | Tádzsikisztán    | AFC                  |
| Türkmenisztán    | Türkmenisztán    | AFC                  |
| Ukrajna          | Ukrajna          | UEFA                 |
| Üzbegisztán      | Üzbegisztán      | AFC                  |

## Nemzetközi eredmények
Világbajnokság
- 4. helyezett: 1 alkalommal (1966)

 Európa-bajnokság
- Európa-bajnok: 1 alkalommal (1960)
- Ezüstérmes: 3 alkalommal (1964, 1972, 1988)
- 4. helyezett: 1 alkalommal (1968)

 Olimpiai játékok
- Aranyérmes: 2 alkalommal (1956, 1988)
- Bronzérmes: 3 alkalommal (1972, 1976, 1980)

### Világbajnoki és Európa-bajnoki szereplés
| Év       | Eredmény      | Hely          | M             | Gy            | D             | V             | Rg            | Kg            |
| -------- | ------------- | ------------- | ------------- | ------------- | ------------- | ------------- | ------------- | ------------- |
| 1930     | Nem indult    | Nem indult    | Nem indult    | Nem indult    | Nem indult    | Nem indult    | Nem indult    | Nem indult    |
| 1934     | Nem indult    | Nem indult    | Nem indult    | Nem indult    | Nem indult    | Nem indult    | Nem indult    | Nem indult    |
| 1938     | Nem indult    | Nem indult    | Nem indult    | Nem indult    | Nem indult    | Nem indult    | Nem indult    | Nem indult    |
| 1950     | Nem indult    | Nem indult    | Nem indult    | Nem indult    | Nem indult    | Nem indult    | Nem indult    | Nem indult    |
| 1954     | Nem indult    | Nem indult    | Nem indult    | Nem indult    | Nem indult    | Nem indult    | Nem indult    | Nem indult    |
| 1958     | Negyeddöntő   | 7.            | 5             | 2             | 1             | 2             | 5             | 6             |
| 1962     | Negyeddöntő   | 6.            | 4             | 2             | 1             | 1             | 9             | 7             |
| 1966     | Elődöntő      | 4.            | 6             | 4             | 0             | 2             | 10            | 6             |
| 1970     | Negyeddöntő   | 5.            | 4             | 2             | 1             | 1             | 6             | 2             |
| 1974     | Kizárva       | Kizárva       | Kizárva       | Kizárva       | Kizárva       | Kizárva       | Kizárva       | Kizárva       |
| 1978     | Nem jutott be | Nem jutott be | Nem jutott be | Nem jutott be | Nem jutott be | Nem jutott be | Nem jutott be | Nem jutott be |
| 1982     | 2. csoportkör | 7.            | 5             | 2             | 2             | 1             | 7             | 4             |
| 1986     | Nyolcaddöntő  | 10.           | 4             | 2             | 1             | 1             | 12            | 5             |
| 1990     | Csoportkör    | 17.           | 3             | 1             | 0             | 2             | 4             | 4             |
| Összesen | Elődöntő      | 7/14          | 31            | 15            | 6             | 10            | 53            | 34            |

| Év       | Eredmény      | Hely          | M             | Gy            | D             | V             | Rg            | Kg            |
| -------- | ------------- | ------------- | ------------- | ------------- | ------------- | ------------- | ------------- | ------------- |
| 1960     | Európa-Bajnok | 1.            | 2             | 2             | 0             | 0             | 5             | 1             |
| 1964     | Döntő         | 2.            | 2             | 1             | 0             | 1             | 4             | 2             |
| 1968     | Elődöntő      | 4.            | 2             | 0             | 1             | 1             | 0             | 2             |
| 1972     | Döntő         | 2.            | 2             | 1             | 0             | 1             | 1             | 3             |
| 1976     | Nem jutott be | Nem jutott be | Nem jutott be | Nem jutott be | Nem jutott be | Nem jutott be | Nem jutott be | Nem jutott be |
| 1980     | Nem jutott be | Nem jutott be | Nem jutott be | Nem jutott be | Nem jutott be | Nem jutott be | Nem jutott be | Nem jutott be |
| 1984     | Nem jutott be | Nem jutott be | Nem jutott be | Nem jutott be | Nem jutott be | Nem jutott be | Nem jutott be | Nem jutott be |
| 1988     | Döntő         | 2.            | 5             | 3             | 1             | 1             | 7             | 4             |
| Összesen | Európa-Bajnok | 5/8           | 13            | 7             | 2             | 4             | 17            | 12            |

#### Olimpiai szereplés
| Év        | Helyszín                                      | Eredmény                                      | Hely                                          | M                                             | Gy                                            | D                                             | V                                             | Rg                                            | Kg                                            |               |
| --------- | --------------------------------------------- | --------------------------------------------- | --------------------------------------------- | --------------------------------------------- | --------------------------------------------- | --------------------------------------------- | --------------------------------------------- | --------------------------------------------- | --------------------------------------------- | ------------- |
| 1900–1912 | Az Orosz Birodalom része volt.                | Az Orosz Birodalom része volt.                | Az Orosz Birodalom része volt.                | Az Orosz Birodalom része volt.                | Az Orosz Birodalom része volt.                | Az Orosz Birodalom része volt.                | Az Orosz Birodalom része volt.                | Az Orosz Birodalom része volt.                | Az Orosz Birodalom része volt.                |               |
| 1920–1936 | Nem indult                                    | Nem indult                                    | Nem indult                                    | Nem indult                                    | Nem indult                                    | Nem indult                                    | Nem indult                                    | Nem indult                                    | Nem indult                                    |               |
| 1940      | Nem rendezték meg a második világháború miatt | Nem rendezték meg a második világháború miatt | Nem rendezték meg a második világháború miatt | Nem rendezték meg a második világháború miatt | Nem rendezték meg a második világháború miatt | Nem rendezték meg a második világháború miatt | Nem rendezték meg a második világháború miatt | Nem rendezték meg a második világháború miatt | Nem rendezték meg a második világháború miatt |               |
| 1944      | Nem rendezték meg a második világháború miatt | Nem rendezték meg a második világháború miatt | Nem rendezték meg a második világháború miatt | Nem rendezték meg a második világháború miatt | Nem rendezték meg a második világháború miatt | Nem rendezték meg a második világháború miatt | Nem rendezték meg a második világháború miatt | Nem rendezték meg a második világháború miatt | Nem rendezték meg a második világháború miatt |               |
| 1948      | London                                        | Nem indult                                    | Nem indult                                    | Nem indult                                    | Nem indult                                    | Nem indult                                    | Nem indult                                    | Nem indult                                    | Nem indult                                    | Nem indult    |
| 1952      | Helsinki                                      | 1. forduló                                    | 14.                                           | 3                                             | 1                                             | 1                                             | 1                                             | 8                                             | 9                                             |               |
| 1956      | Melbourne                                     | Olimpiai bajnok                               | 1.                                            | 5                                             | 4                                             | 1                                             | 0                                             | 9                                             | 2                                             |               |
| 1960      | Róma                                          | Nem jutott be                                 | Nem jutott be                                 | Nem jutott be                                 | Nem jutott be                                 | Nem jutott be                                 | Nem jutott be                                 | Nem jutott be                                 | Nem jutott be                                 | Nem jutott be |
| 1964      | Tokió                                         | Nem jutott be                                 | Nem jutott be                                 | Nem jutott be                                 | Nem jutott be                                 | Nem jutott be                                 | Nem jutott be                                 | Nem jutott be                                 | Nem jutott be                                 | Nem jutott be |
| 1968      | Mexikóváros                                   | Nem jutott be                                 | Nem jutott be                                 | Nem jutott be                                 | Nem jutott be                                 | Nem jutott be                                 | Nem jutott be                                 | Nem jutott be                                 | Nem jutott be                                 | Nem jutott be |
| 1972      | München                                       | Elődöntő                                      | 3.                                            | 7                                             | 5                                             | 2                                             | 0                                             | 17                                            | 6                                             |               |
| 1976      | Montréal                                      | Elődöntő                                      | 3.                                            | 5                                             | 4                                             | 0                                             | 1                                             | 10                                            | 4                                             |               |
| 1980      | Moszkva                                       | Elődöntő                                      | 3.                                            | 6                                             | 5                                             | 0                                             | 1                                             | 19                                            | 3                                             |               |
| 1984      | Los Angeles                                   | Bojkottálta                                   | Bojkottálta                                   | Bojkottálta                                   | Bojkottálta                                   | Bojkottálta                                   | Bojkottálta                                   | Bojkottálta                                   | Bojkottálta                                   | Bojkottálta   |
| 1988      | Szöul                                         | Olimpiai bajnok                               | 1.                                            | 6                                             | 5                                             | 1                                             | 0                                             | 14                                            | 6                                             |               |
| 1992      | Barcelona                                     | Nem jutott be                                 | Nem jutott be                                 | Nem jutott be                                 | Nem jutott be                                 | Nem jutott be                                 | Nem jutott be                                 | Nem jutott be                                 | Nem jutott be                                 | Nem jutott be |
| Összesen  | Összesen                                      | Olimpiai bajnok                               | 6/20                                          | 32                                            | 24                                            | 5                                             | 3                                             | 77                                            | 30                                            |               |

- 1948 és 1988 között amatőr, 1992-től kezdődően U23-as játékosok vettek részt az olimpiai játékokon

## Mezek a válogatott története során
A szovjet labdarúgó-válogatott hagyományos szerelése: vörös mez (CCCP felirattal), fehér nadrág és vörös sportszár volt. A váltómez leggyakrabban fehér mezből (vörös CCCP felirattal), fehér nadrágból és fehér sportszárból állt.
Hazai
| 1958-1989 (hazai) | 1970 (Belgium ellen) | 1982 | 1986 | 1988 | 1990 |  |

| 1966 | 1975 (Írország ellen) | 1982 | 1986 | 1988 | 1990 |  |

## Válogatottsági rekordok

### Legtöbbször pályára lépett játékosok

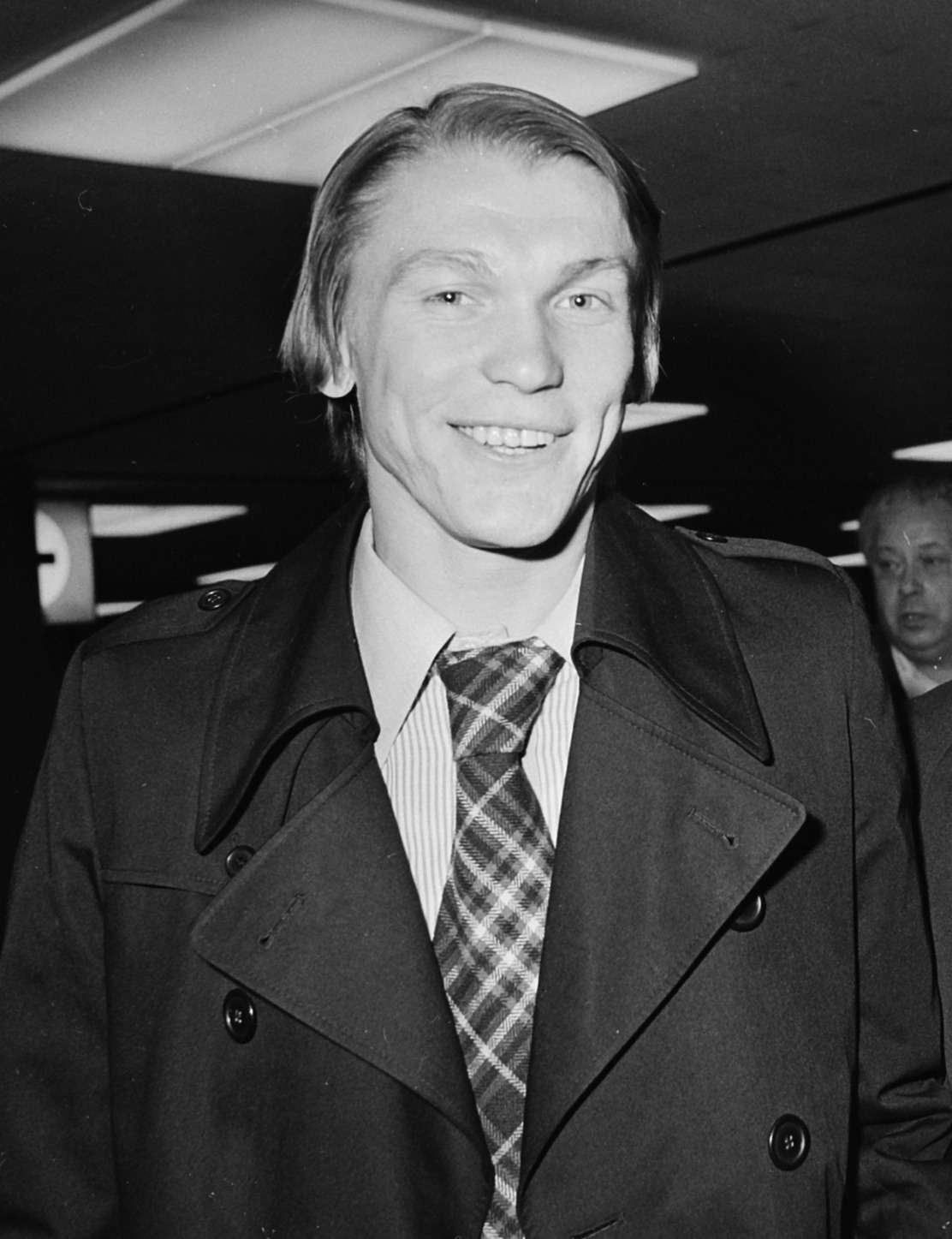
Oleh Blohin a válogatottsági rekorder 112 mérkőzéssel és egyben a legeredményesebb játékos is 42 góllal.

| #  | Játékos                | Időszak     | Vál. | Gól |
| -- | ---------------------- | ----------- | ---- | --- |
| 1  | Oleh Blohin            | 1972 – 1988 | 112  | 42  |
| 2  | Rinat Daszajev         | 1979 – 1990 | 91   | 0   |
| 3  | Albert Seszternyov     | 1961 – 1971 | 90   | 0   |
| 4  | Anatolij Demjanenko    | 1981 – 1990 | 80   | 6   |
| 5  | Volodimir Bezszonov    | 1977 – 1990 | 79   | 4   |
| 6  | Lev Jasin              | 1954 – 1967 | 78   | 0   |
| 7  | Szjarhej Alejnyikav*   | 1984 – 1991 | 77   | 6   |
| 8  | Murtaz Hurcilava       | 1965 – 1973 | 69   | 6   |
| 9  | Oleh Protaszov*        | 1984 – 1991 | 68   | 29  |
| 10 | Valerij Voronyin       | 1960 – 1968 | 66   | 5   |
| 11 | Oleh Kuznyecov*        | 1986 – 1991 | 63   | 1   |
| 12 | Volodimir Kaplicsnij   | 1968 – 1974 | 62   | 0   |
| 13 | Valentyin Ivanov       | 1956 – 1965 | 59   | 26  |
| 14 | Vagiz Higyijatullin    | 1978 – 1990 | 58   | 6   |
| 15 | Hennagyij Litovcsenko* | 1984 – 1990 | 58   | 15  |
| 16 | Viktor Kolotov         | 1970 – 1978 | 55   | 22  |
| 17 | Igor Nyetto            | 1952 – 1965 | 54   | 4   |
| 18 | Igor Csiszlenko        | 1959 – 1968 | 53   | 20  |
| 19 | Jevgenyij Lovcsev      | 1969 – 1977 | 52   | 1   |
| 20 | Anatolij Banyisevszkij | 1965 – 1972 | 50   | 19  |

### Legtöbb gólt szerző játékosok
| #  | Játékos                | Időszak   | Gól (Vál.) | Átlag |
| -- | ---------------------- | --------- | ---------- | ----- |
| 1  | Oleh Blohin            | 1972–1988 | 42 (112)   | 0.375 |
| 2  | Oleh Protaszov         | 1984–1991 | 29 (68)    | 0.426 |
| 3  | Valentyin Ivanov       | 1956–1965 | 26 (59)    | 0.441 |
| 4  | Eduard Sztrelcov       | 1955–1968 | 25 (38)    | 0.658 |
| 5  | Viktor Kolotov         | 1970–1978 | 22 (55)    | 0.4   |
| 6  | Viktor Ponyegyelnyik   | 1960–1966 | 20 (29)    | 0.69  |
| 6  | Igor Csiszlenko        | 1959–1968 | 20 (53)    | 0.377 |
| 8  | Anatolij Banyisevszkij | 1965–1972 | 19 (50)    | 0.38  |
| 9  | Anatolij Iljin         | 1952–1959 | 16 (31)    | 0.516 |
| 10 | Anatolij Bisovec       | 1966–1972 | 15 (39)    | 0.385 |
| 10 | Hennagyij Litovcsenko  | 1984–1990 | 14 (57)    | 0.259 |
| 12 | Fjodor Cserenkov       | 1979–1990 | 12 (34)    | 0.353 |
| 13 | Szergej Szalnyikov     | 1954–1958 | 11 (20)    | 0.55  |
| 13 | Volodimir Oniscsenko   | 1972–1977 | 11 (44)    | 0.25  |
| 13 | Szlava Metreveli       | 1958–1970 | 11 (48)    | 0.229 |
| 16 | Nyikita Szimonyan      | 1954–1958 | 10 (20)    | 0.5   |
| 16 | Ramaz Sengelija        | 1979–1983 | 10 (26)    | 0.385 |
| 16 | Jurij Gavrilov         | 1978–1985 | 10 (46)    | 0.217 |

### Ismert játékosok
- Ihor Bjelanov
- Oleh Blohin
- Leonyid Burjak
- Alekszandr Csivadze
- Igor Csiszlenko
- Rinat Daszajev
- Albert Seszternyov
- Jurij Gavrilov
- Murtaz Hurcilava
- Valentyin Ivanov
- Lev Jasin
- David Kipiani
- Hennagyij Litovcsenko
- Mihail Meszhi
- Szlava Metreveli
- Olekszij Mihajlicsenko
- Alekszandr Mosztovoj
- Igor Nyetto
- Viktor Ponyegyelnyik
- Oleh Protaszov
- Jevgenyij Rudakov
- Ramaz Sengelija
- Eduard Sztrelcov
- Olekszandr Zavarov

## Lásd még
- Szovjet U21-es labdarúgó-válogatott
- Szovjet női labdarúgó-válogatott
- FÁK labdarúgó-válogatott
- Orosz labdarúgó-válogatott